# Callipotnia incerta
Callipotnia incerta là một loài bướm đêm trong họ Geometridae.